# Leandrão (Fußballspieler, 1983)
Leandro Costa Miranda Moraes, genannt Leandrão, (* 18. Juli 1983 in Uberlândia) ist ein brasilianischer Fußballspieler.

## Karriere
Der 1,89 Meter große Stürmer begann seine Karriere 2001 beim SC Internacional in Porto Alegre, bei dem er für zwei Jahre unter Vertrag stand. 2003 unterschrieb er einen Vertrag beim Verein Botafogo FR, für den jedoch keine Ligaspiele absolvierte. Im Jahr 2004 spielte er elf Ligaspiele für den japanischen Verein Vissel Kōbe, in denen er zwei Tore erzielte. Nach der Spielzeit wechselte er für drei Jahre zum koreanischen Verein Daejeon Citizen;2007 ging er zu den Jeonnam Dragons.
Nach drei Jahren in Korea ging er 2008 zurück nach Brasilien und unterschrieb einen Vertrag für zwei Spielzeiten beim SC Internacional. 2009 wurde er für eine Spielzeit an den EC Vitória verliehen; 2010 an Sport Recife. Im gleichen Jahr wechselte er zum ABC Natal, mit dem er in die zweite Liga aufstieg. 2012 unterzeichnete er einen Vertrag für eine Saison bei AD São Caetano. Seit 2013 steht er in Israel bei Hapoel Akko unter Vertrag.

## Erfolge
Internacional
- Staatsmeisterschaft von Rio Grande do Sul: 2002, 2005, 2008, 2009

Sport Recife
- Staatsmeisterschaft von Pernambuco: 2010

ABC Natal
- Meister Série C: 2010

Remo
- Staatsmeisterschaft von Paraná: 2014